# Reynoutria hachidyoensis
Reynoutria hachidyoensis är en slideväxtart som först beskrevs av Tomitaro Makino, och fick sitt nu gällande namn av Nakai apud Jotani. Reynoutria hachidyoensis ingår i släktet jättesliden, och familjen slideväxter. Inga underarter finns listade i Catalogue of Life.